# Тесаржик, Радим
Радим Тесаржик (чеш. Radim Tesařík; 16 июня 1974, Всетин, Чехословакия) — чешский хоккеист, защитник. 5-кратный чемпион чешской Экстралиги, чемпион России 2003 года.

## Биография
Радим Тесаржик известен по выступлениям за клубы «Злин» и «Всетин». В составе этих команд он 5 раз выигрывал золото чешского чемпионата и 5 раз становился серебряным призёром Экстралиги. В 2003 году он выступал в России за ярославский «Локомотив», став чемпионом российской Суперлиги. Завершил карьеру в родном Всетине, играя за местный клуб во второй чешской лиге. С 2016 года занимает должность спортивного менеджера «Всетина».
Отец Иван и младший брат Даниэл (род. 02.09.1977 г.) также играли в хоккей за «Всетин».

## Достижения

### Командные
Чемпион Чехии 1998, 1999, 2001, 2004, 2014
 Чемпион России 2003
 Серебряный призёр чемпионата Чехии 1995, 2000, 2002, 2005, 2013
 Серебряный призёр чемпионата Словакии 2010

### Личные
- Лучший снайпер плей-офф Экстралиги 2001 (15 шайб)

## Статистика
- Чешская экстралига/чемпионат Чехословакии — 1019 игр, 361 очко (92+269)
- Словацкая экстралига — 61 игра, 14 очков (1+13)
- Российская суперлига — 29 игр, 9 очков (1+8)
- Сборная Чехии — 49 игр, 6 очков (1+5)
- Чешская первая лига — 20 игр, 5 очков (0+5)
- Чешская вторая лига — 73 игры, 50 очков (9+41)
- Евролига — 6 игр, 3 очка (1+2)
- Кубок европейских чемпионов — 2 игры
- Всего за карьеру — 1259 игр, 448 очков (105 шайб + 343 передачи)